# 한국형 차기 구축함
한국형 차기 구축함(KDDX)은 한국 해군이 계획한 배수량 만재 8천톤급 미니 이지스함이다. 2020년 이후로 6척이 건조될 예정이다.

## 역사
해군은 한국형차기구축함(KDDX)을 2020년 이후 6척을 추가로 확보할 예정이다.
2011년 11월 25일 최종적으로 소요가 결정되었으며, 경하배수량 6000톤, 만재배수량 8000톤이다. 2023년까지 3조원에 6척을 건조할 계획이었으나, 사업이 연기되어 2023년 이후에 도입하기로 변경되었다. 북핵문제에 대한 대책으로 기존의 정조대왕급 구축함 3척을 우선 건조한 다음 건조할 예정이였는데 국방부장관의 반대로 취소되고 해외 구매로 노선이 변경되었다. 그리고 2018년 12월 26일, 다시금 제118회 방위사업추진위원회에서 차기 구축함을 국내 개발로 2020년대 중반 6척을 전력화하기로 의결되었다.
6척이 건조될 예정인 KDDX는 개발비까지 포함해 7조 8천억원이 소요될 예정이다. 척당 건조비는 9천억원으로 예상한다.

## 통합 마스트

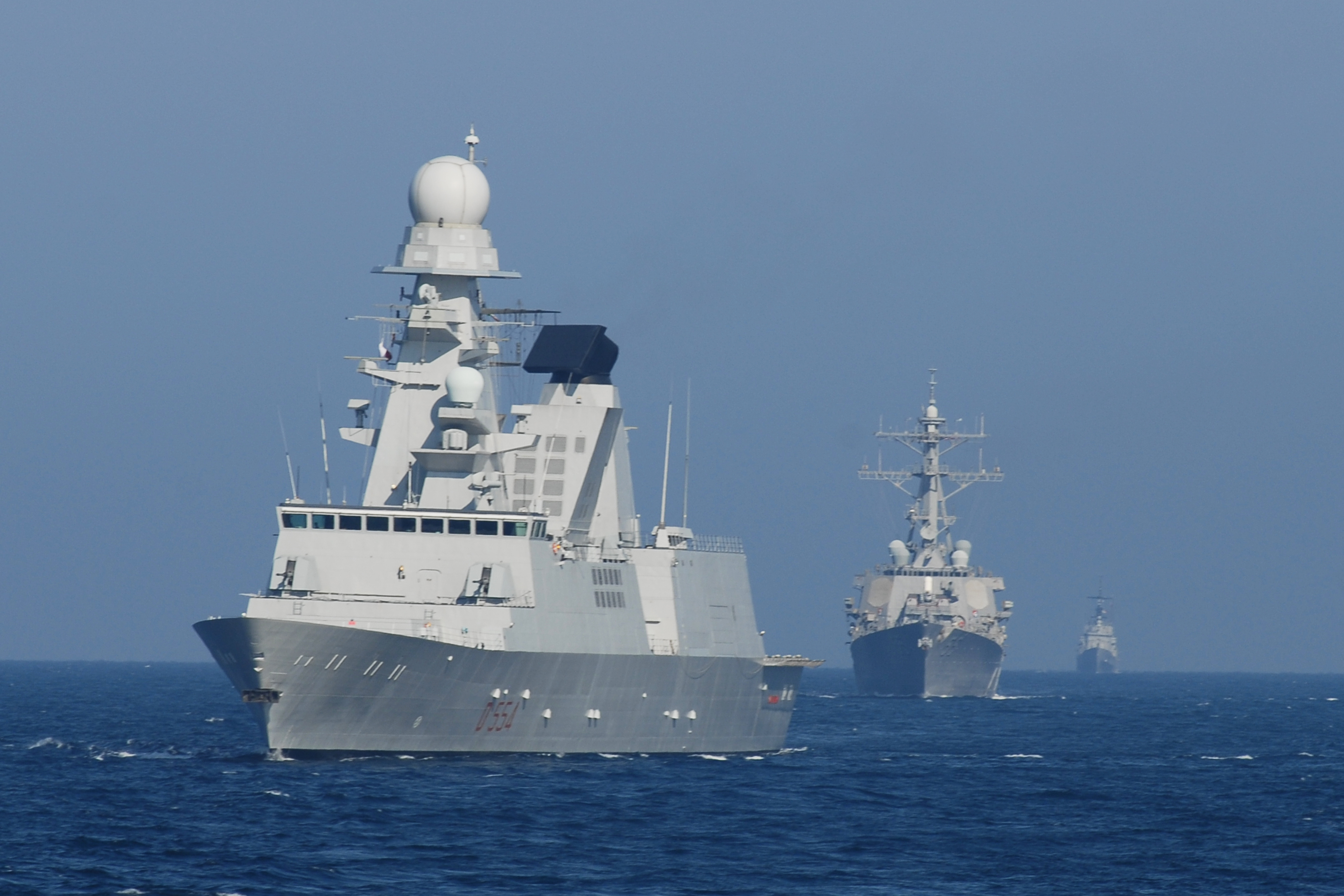
프랑스/이탈리아 호라이즌급 호위함의 통합 마스트

2017년 10월 24일, 부산 해운대 벡스코 1전시장에서 '2017 국제해양방위산업전(MADEX 2017)'이 역대 최대 규모로 열렸다. 한화시스템은 차기구축함(KDDX)을 겨냥한 한국형 통합마스트(Integrated MAST)의 모형을 선보였다. 전자전과 적아 식별, 통신 장비 등을 결합했다.

## L-SAM
L-SAM 다목적 위상배열 레이더는 S 밴드와 X밴드 레이더 저합과 IRST를 통합하여 사용한다. 미사일도 AN/SPY-1F에 통합된 스탠다드 미사일과 사거리 등이 비슷하다.
KDDX의 통합마스트를 한화에서 이미 개발해 공개하고 있으며 LIG 넥스원과 경합중이다. L-SAM 다목적 위상배열 레이더도 한화에서 개발중이다.

## FREMM급 호위함
한국형 차기 구축함(KDDX)은 프랑스와 이탈리아가 공동 개발하여 운용중인 최신형 이지스함인 FREMM급 (아키텐급 호위함/베르가미니급 호위함)과 비슷하다. 이전의 호라이즌급 호위함은 독도함에도 채택됐었던 SMART-L 장거리 레이더를 후방에 탑재했는데, FREMM급과 KDDX는 단거리 이지스 레이더 하나만 전방에 장착한다.
- 아키텐급 호위함  프랑스 해군 : 만재배수량 6000톤, 단거리 헤라클레스 레이더, VLS 32문(함대공 16발, 함대지 16발)
- 베르가미니급 호위함 이탈리아 해군 : 만재배수량 6700톤, 단거리 크로노스 MRFA AESA 레이더, VLS 32문(함대공 16발, 함대지 16발)
- 한국형 차기 구축함,  대한민국, 경하배수량 6000톤, 만재배수량 8000톤, 한화 혹은 LIG AESA, KVLS 64문, CIWS(미정)

## 동북아 이지스함 대결
055형 구축함 참조.

## 같이 보기
- 아키텐급 호위함
- 베르가미니급 호위함
- 30DX 호위함